# RP2040

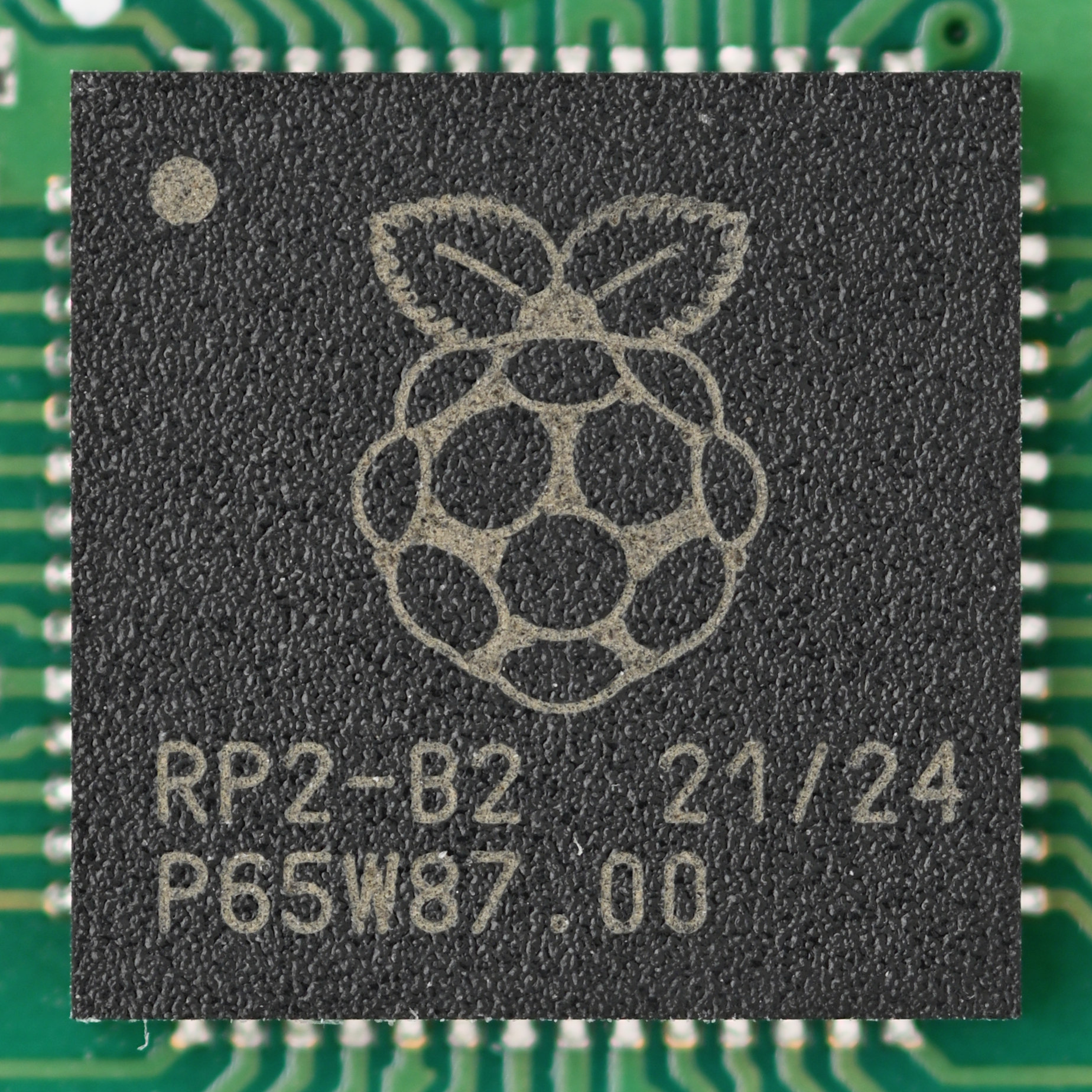
Mikrořadič RP2040

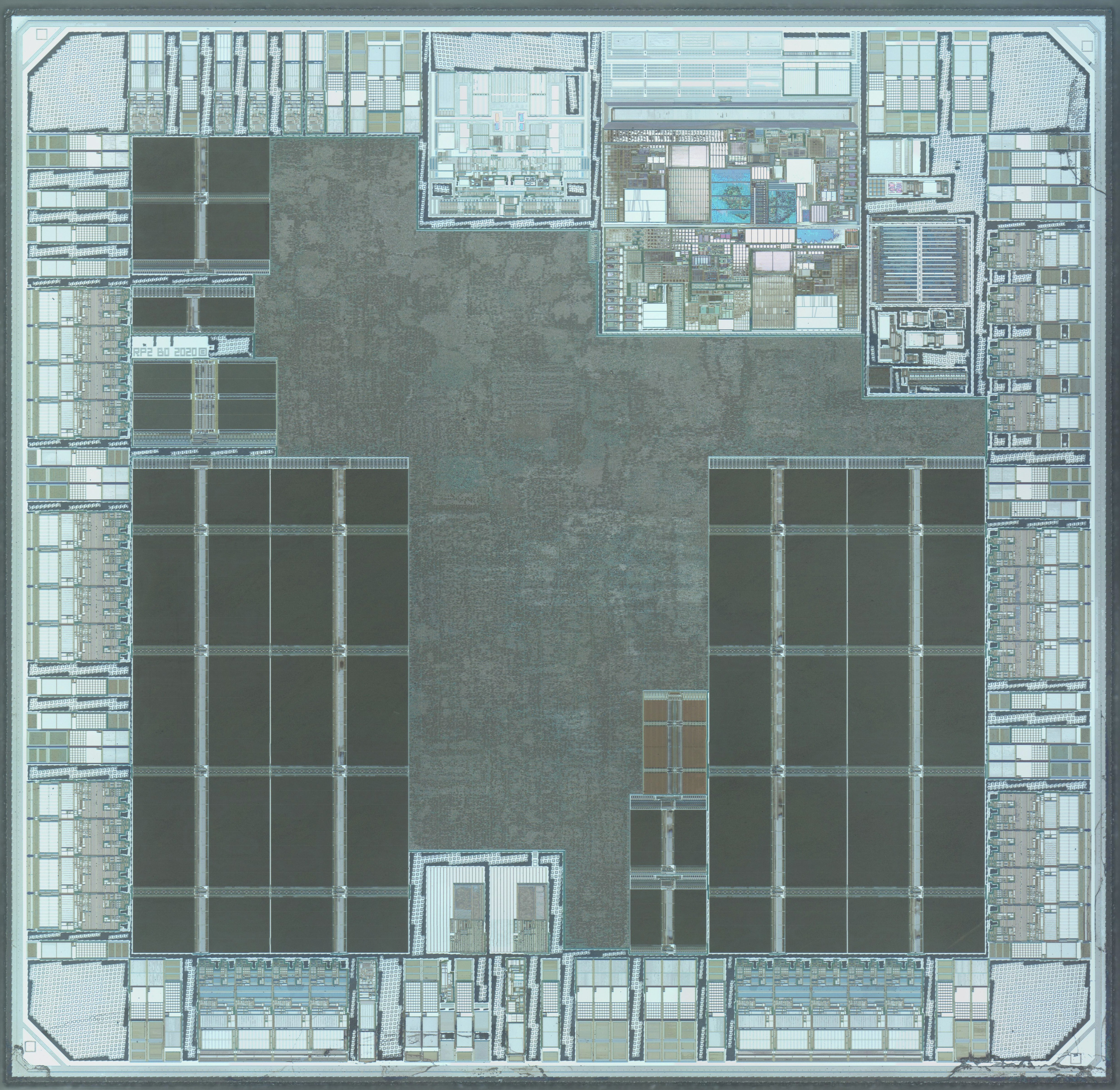
RP2040 uvnitř

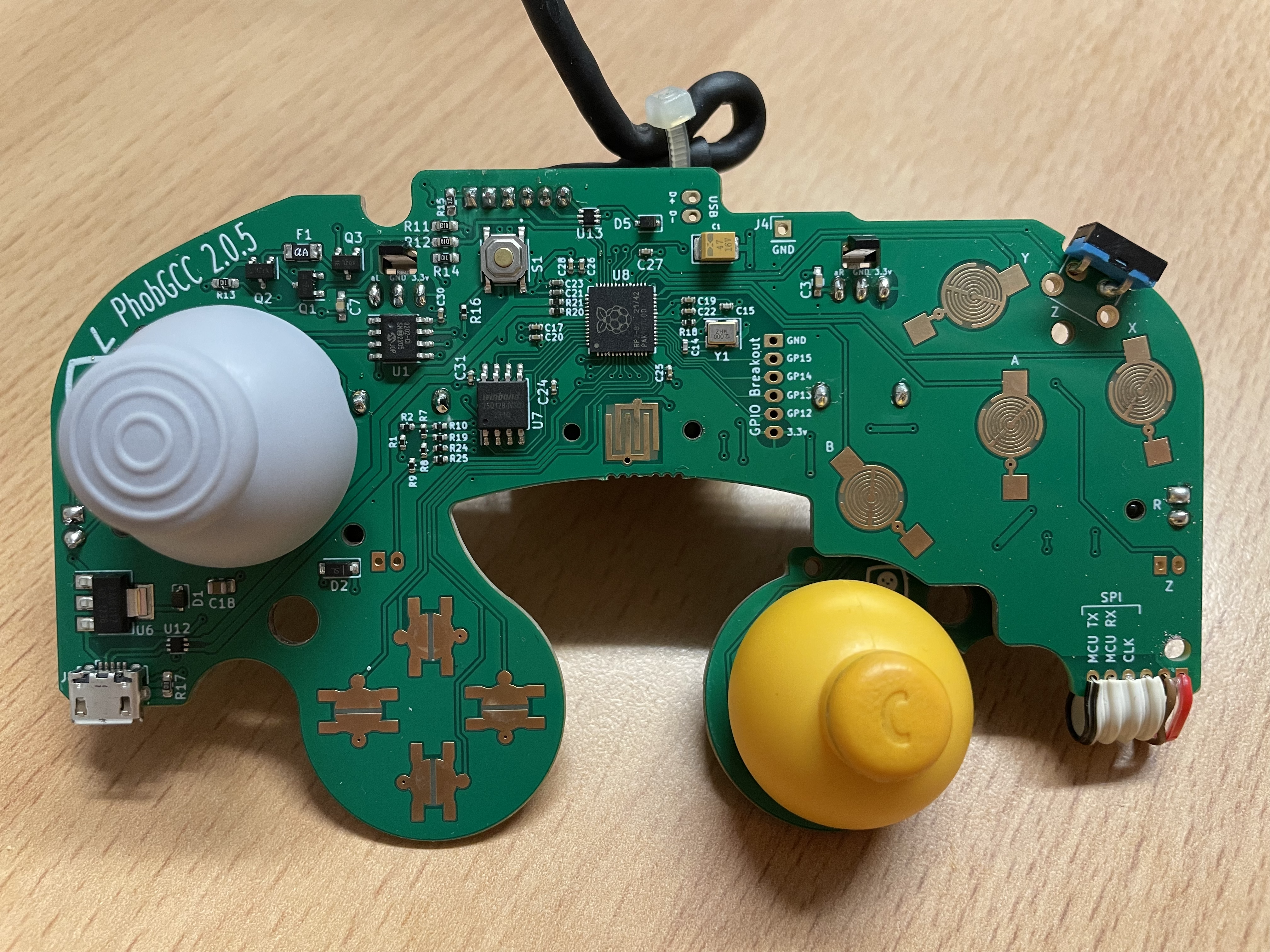
PhobGCC, open-source náhrada základní desky za GameCube ovladač navržená pro kompetitivní Super Smash Bros. Melee, poháněná RP2040

RP2040 je 32bitový dvoujádrový typ mikrořadiče ARM Cortex-M0+ od Raspberry Pi Ltd. V lednu 2021 byla vydána jako součást desky Raspberry Pi Pico. Jeho nástupcem je řada RP2350.

## Přehled
RP2040, představený 21. ledna 2021, je první mikrořadič navržený společností Raspberry Pi Ltd. Byl uveden na trh spolu s deskou Raspberry Pi Pico, která měla zaváděcí cenu 90 Kč, zatímco samotný čip RP2040 stál 22 Kč. Mikrokontrolér lze programovat v assembleru, C, C++, Swiftu, Free Pascalu, Rustu, Go, MicroPythonu, CircuitPythonu, Adě, TypeScriptu a Zigu. Díky dostatečnému výkonu podporuje běh TensorFlow Lite.
Bylo vyrobeno několik revizí čipu.

## Funkce
RP2040 je mikrořadič vyráběný společností TSMC technologií 40 nm. Čip je umístěn v pouzdře QFN-56EP o rozměrech 7 × 7 mm a je určen pro povrchovou montáž (SMD).
- Klíčové vlastnosti:[2]
  - Dvě jádra ARM Cortex-M0+ (ARMv6-M), původně s taktovací frekvencí 133 MHz,[2] ale později certifikováno na 200 MHz [5]
    - Každé jádro má celočíselný dělič a dva interpolátory

  - 264 KB SRAM rozdělených do šesti nezávislých bank (čtyři po 64 KB, dvě po 4 KB).
  - Neobsahuje interní flash nebo EEPROM paměť. Po resetu bootloader načítá firmware z externí flash paměti nebo přes USB do interní SRAM.
  - Řadič sběrnice QSPI podporuje až 16 MB externí flash paměti.
  - DMA ovladač, 12 kanálů, 2 IRQ
  - Příčka AHB, plně spojená
  - Programovatelný regulátor LDO (Low Dropout) pro generování napětí jádra.
  - Dvě integrované fázově řízené smyčky (PLL) pro generování hodin USB a jádra.
  - 30 pinů GPIO, z nichž čtyři lze volitelně použít jako analogové vstupy
- Periferie:
  - Jeden řadič USB 1.1 (LS & FS) a PHY, podpora hostitele a zařízení, 1,5 Mbps (nízká rychlost) a 12 Mbps (plná rychlost)
  - Dva řadiče UART
  - Dva ovladače SPI
  - Jeden řadič QSPI (quad SPI) (SSI), podporuje 1/2/4bitové přenosy SPI, výběr 1 čipu
  - Dva I²C ovladače
  - Osm PIO (programovatelných vstupně-výstupních) stavových automatů
  - 16 PWM kanálů
  - 4kanálový 12bitový 500kps SAR ADC, další kanál je připojen k internímu teplotnímu senzoru